# ورزشگاه آگوست بونال
ورزشگاه آگوست بونال یک ورزشگاه چندمنظوره در مونتبلیر فرانسه است که بیشتر برای برگزاری مسابقات فوتبال مورد استفاده قرار می‌گیرد. این ورزشگاه خانهٔ تیم فوتبال سوشو است و ظرفیت ۲۰ هزار تماشاگر را دارد.

## نگارخانه

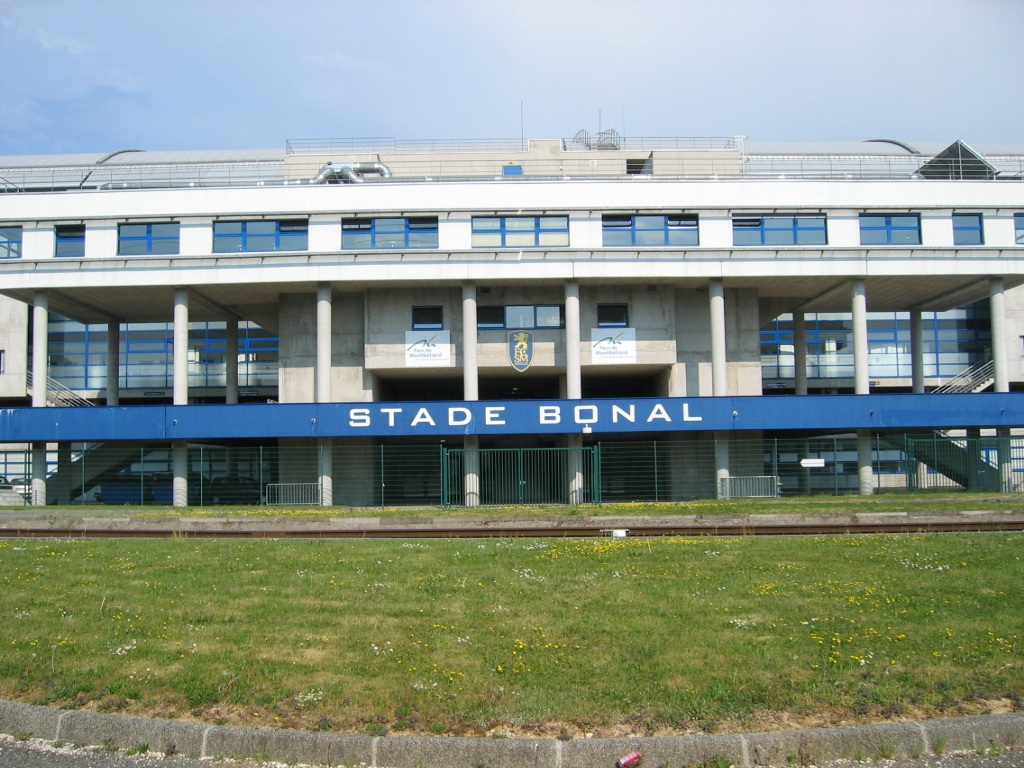
ورودی ورزشگاه
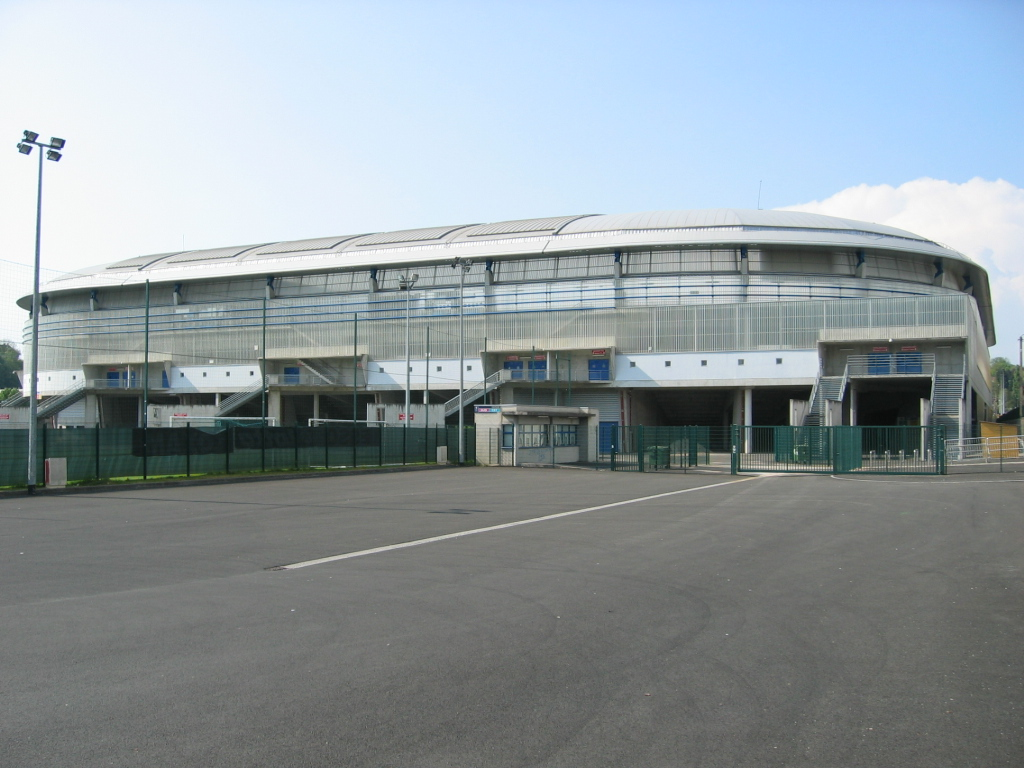
نمای بیرونی ورزشگاه
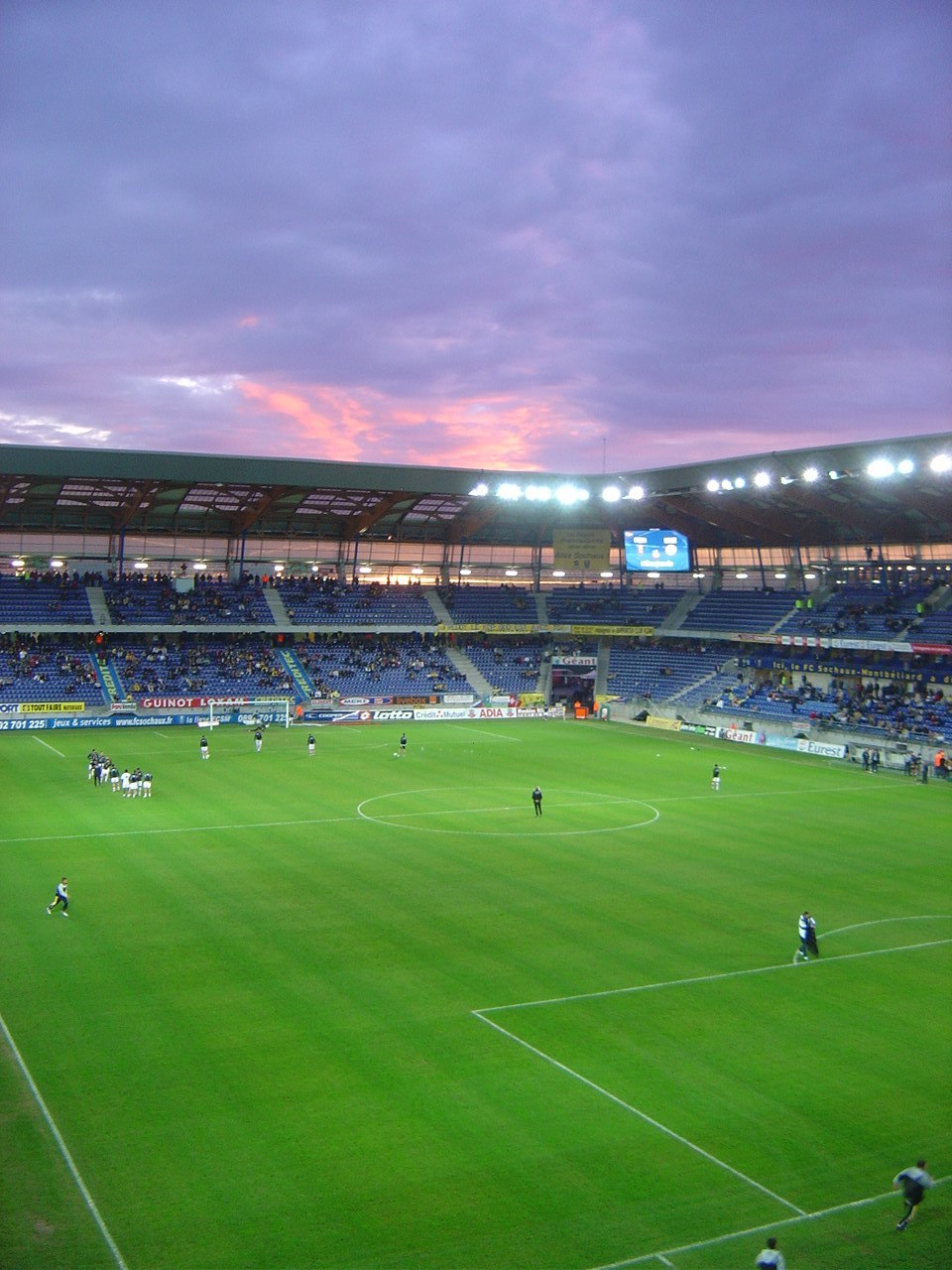
نمایی از ورزشگاه در سال ۲۰۰۶
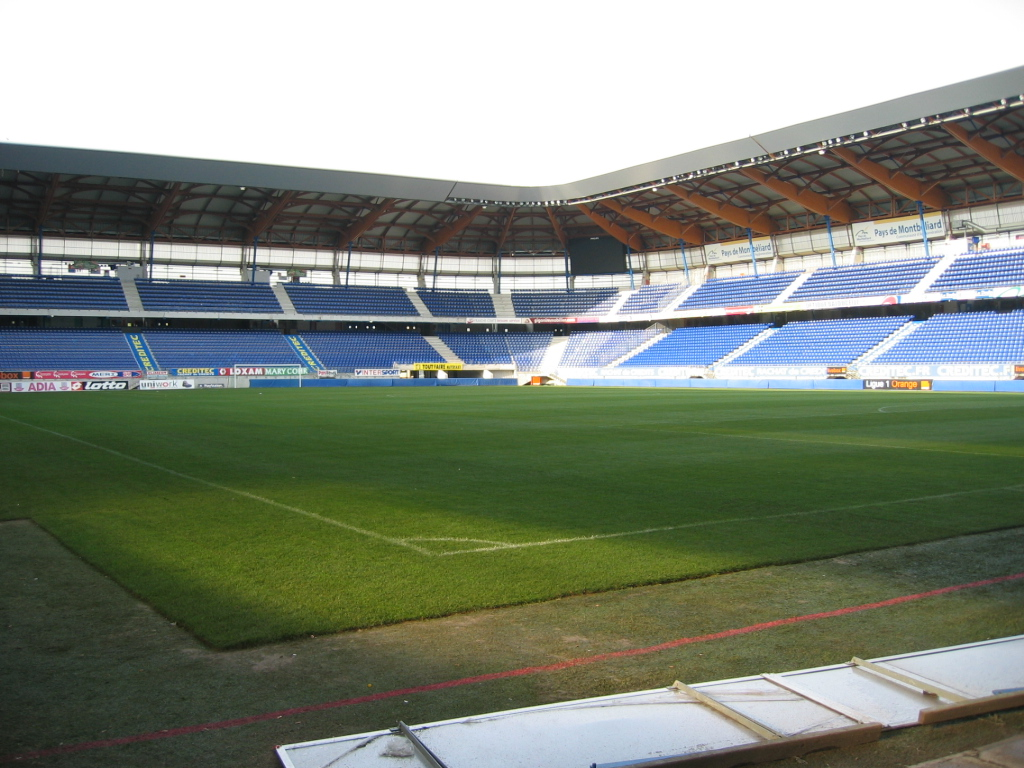
نمایی از ورزشگاه در سال ۲۰۰۷